# Plataforma pel riu Siurana
La Plataforma pel riu Siurana és una organització de la comarca del Priorat el 2015 per a reclamar un cabal ecològic per al riu Siurana, que forma part de la xarxa Natura 2000.

## El transvasament del riu Siurana
El 1930 la Comunitat de Regants del Pantà de Riudecanyes va demanar una concessió de l'aigua del riu Siurana, que l'estat concedí, i el 1935 el cabal d'aquest transvasament s'amplià fins als 4 m3/s, que en principi havien de provenir de les aigües sobrants del riu sempre i quan el cabal reservat als usuaris d'aigües avall quedés assegurat. L'aigua del Siurana es derivava cap al pantà de Riudecanyes directament del riu, però la Comunitat de Regants del Pantà de Riudecanyes va proposar a l'estat que es construís el pantà de Siurana. Les obres van començar el 1968 i es va inaugurar el juliol de 1973. La concessió d'aigua del Siurana a la Comunitat de Regants del Pantà de Riudecanyes és vigent fins al 2061, ja que un Reial Decret del govern espanyol de 1986 allargava les concessions d'aigües durant 75 anys.

## La comunitat del TOPOGRAPO
Tot i que el cabal per als aprofitaments inferiors del riu que havia de respectar la Comunitat de Regants del Pantà de Riudecanyes era de 200 l/s, l'any 2001 les comunitats de regants de Torroja del Priorat, Poboleda i Gratallops, amb els seus ajuntaments i el de Porrera (grup conegut per l'acrònim TOPOGRAPO per les dues lletres inicials dels noms de cada població), la Comunitat de Regants del Pantà de Riudecanyes i l'Agència Catalana de l'Aigua signaren un acord pel qual els pobles situats després de l'assut de captació d'aigua del transvasament del Siurana podrien accedir al subministrament d'aigua regulada mitjançant una canonada que els garantia l'ús de boca i de reg. A canvi, però, el TOPOGRAPO renunciava als 200l/s dels aprofitaments inferiors que constava a la concessió de 1935.

## La reivindicació de la Plataforma pel riu Siurana
En paraules del primer portaveu, Jordi Aixalà, «s'ha d'assegurar el cabal ecològic del riu aigües avall de l'assut, i reivindiquem que si no pot ser el 100% de l'aigua, se'ns torni la part més important». La plataforma denuncia «la gestió per part d'una entitat privada, la Comunitat de Regants del Pantà de Riudecanyes, d'ún bé públic, l'aigua» i reclama «una gestió pública, justa i transparent de l'aigua», segons consta al manifest fundacional. Des de l'octubre de 2021, però, la plataforma reclama que se suprimeixin definitivament els transvasaments d'aigua cap al pantà de Riudecanyes, com que considera obsoleta la concessió de 1930.
La Plataforma pel riu Siurana també formà part de la Taula del Siruana Riudecanyes, un òrgan de negociació impulsat per la Generalitat de Catalunya que intentà arribar a un acord per aconseguir una forquilla flexible de cabals mitjans en funció del règim hidrològic anual i presentar-la en forma d'al·legació al Pla Hidrològic espanyol abans del 22 de desembre de 2021. Les vuit sessions que hi hagué de la Taula del Siurana Riudecanyes acabaren sense acord. Amb tot, el Butlletí oficial publicà la revisió del “Plan Hidrológico de la parte española de la demarcación del Ebro” que s’ha de fer cada sis anys en compliment de la Directiva Marc de l’Aigua per ser aplicat en el període 2022-2027. Aquest pla fixa un cabal ecològic de 54,75 l/s de mitjana. Immediatament després de la fixació d'aquest cabal la Plataforma en denuncià l'incompliment per part de la Comuntiat de Regants del Pantà de Riudecanyes i n'exigí el compliment.

## La judicialització de la protesta

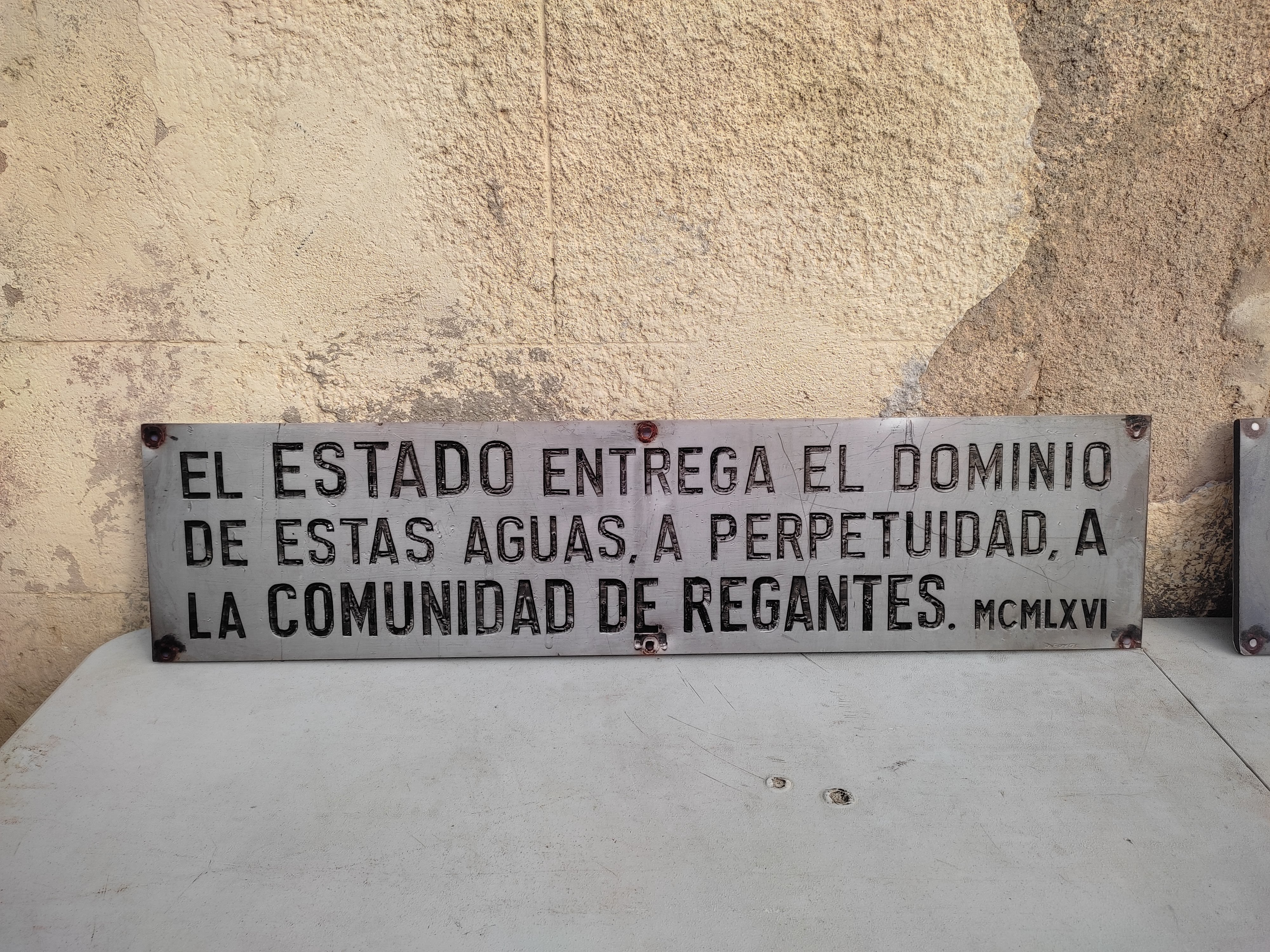
Reproducció de la placa franquista desapareguda el 2018 del pantà de Riudecanyes, mostrada el 22 de febrer de 2023 a Falset, durant l'acte de suport als encausats pel presumpte robatori de la peça original mentre se celebrava el judici per la denúncia de la Comunitat de Regants del Pantà de Riudecanyes.

L'any 2017, la Comunitat de Regants del Pantà de Riudecanyes i l'Ajuntament de Reus van denunciar l'expresident de GEPEC i una activista de la plataforma, per haver manipulat i bloquejat l'assut i haver retornat durant unes hores l'aigua al riu, en un acte de reivindicació i protesta, causa que encara continua oberta i pendent de judici.
El 2021 la Comunitat de Regants del Pantà de Riudecanyes va denunciar tres activistes de la Plataforma pel riu Siurana i de l'entitat ecologista de Reus GEPEC pel presumpte robatori d'una placa franquista que commemorava la concessió a perpetuïtat de les aigües del pantà de Riudecanyes a aquella comunitat de regants. Les proves que aportà la comunitat de regants fou la publicació el 2021 a la revista digital XCD, vinculada a la Universitat Rovira i Virgili (URV), d'una imatge de l'expresident del GEPEC, Andreu Escolà, amb una rèplica de la placa franquista sostreta, que il·lustrava un article escrit per ell mateix. A principi de 2023 el jutjat número 1 de Falset va arxivar la causa, en considerar que no hi havia proves, i l'abril del mateix any el mateix jutjat desestimà el recurs interposat per la comunitat de regants contra l'arxivament de la causa.